# Boulangerie militaire
Une boulangerie militaire est un bâtiment utilisé pour la fabrication du pain destiné aux militaires. En cas de conflit, il peut s'agir d'un équipement mobile principalement composé de fours et qui prend le nom de boulangerie de campagne.
Dans l'Armée romaine, les légionnaires transportent avec eux leur ration de blé en grain, et chaque contubernium (unité militaire) possède une meule en pierre et un four portatif, le clibanus, pour moudre le grain et cuire le pain au cours des déplacements des troupes.
Pendant les Guerres napoléoniennes, on construit sur place des fours de campagne en brique, tandis que la farine est requise aux alentours. 
En 1812, on trouve le premier essai de four de campagne en fer, construit par le  Général Haxo. 
En 1831, l'intendant militaire Dufour crée un four en feuille de tôle portatif.
Pendant la Première Guerre mondiale, trois sortes de pains militaires sont préparés pour les soldats français : le pain blanc de troupe, le pain de guerre et le pain biscuité.

Le pain blanc de troupe est fabriqué dans des boulangeries militaires dans différents lieux : des stations-magasins, des centres de fabrication, des boulangeries de campagne ou des fournils civils. 

Le pain de guerre et le pain biscuité sont sous-traités à des professionnels du biscuit.
Les troupes américaines, elles, cuisent dans leurs boulangeries militaires deux sortes de pain : le field bread, pain de campagne (au sens de campagne militaire) et le pain de garnison, sorte de pain de mie dense cuit dans des moules rectangulaires.
Pendant la Seconde Guerre mondiale, en Zone libre, les Compagnies de Fabrication de Pain utilisent des unités de boulangerie type FOUGA, des remorques four placées sous des tentes baraques.

## Sources
- Le numéro 37 du Journal des connaissances utiles consacre en mars 1896 deux pages et une illustration à la boulangerie militaire en France à cette date.
- Panis Militaris, Jacky Jelic, Jean-Luc Féraud, AERA, Reconstitution romaine. http://www.reconstitution-romaine.com/panis%20militaris.html
- Centre de recherche et d'étude de la boulangerie et de ses compagnonnages - Rubrique:  Militaire – Guerre http://www.compagnons-boulangers-patissiers.com/crebesc/category/militaire-guerre/